# RTÉ2
RTÉ2 (bis 2004 auch unter Network 2, RTÉ Network Two N2 oder RTÉ Two bekannt) ist das zweite Fernsehprogramm der irischen öffentlich-rechtlichen Rundfunkanstalt RTÉ. Der Sender ist über DVB-T im ganzen Land empfangbar, ebenso über Sky Digital per Satellit.

## Programm
Der Sender strahlt hauptsächlich Sendungen für Kinder, Jugendliche und junge Erwachsene aus. Manchmal werden auch Sportinhalte und Filme gesendet. Von 06:00 Uhr bis 17:30 Uhr wird ein Kinderprogramm, RTÉ jr. (Für Kleinkinder und Babys) und TRTÉ (für Teenager) genannt, gesendet, was somit den größten Teil der Sendezeit einnimmt.
RTÉ News on Two ist eine wichtige Nachrichtensendung, die wochentags um 22:45 ausgestrahlt wird.
Auf RTÉ2 werden auch bekannte australische Sendungen wie Nachbarn (Neighbours) und Home and Away wochentags gesendet.

## Geschichte

### RTÉ Two (I)
Es gab in den 1970er Jahren eine große Debatte darüber, ob das damals geplante zweite irische Fernsehprogramm von der BBC oder der RTÉ produziert werden sollte, man entschied sich für letzteres.
Der Sender startete am 2. November 1978 als RTÉ Two. Er wurde mit einer großen Eröffnungsgala in Cork gefeiert. Zu Beginn wurde nur abends gesendet und es wurden viele Sendungen der BBC und ITV übernommen. Der Sender war damit jedoch nicht besonders erfolgreich.

### Network 2
Das Programm wurde 1988 in Network 2 umbenannt und er bekam ein zeitgemäßeres Logo. Der Sendebeginn wurde auf 14:30 Uhr vorverlegt.
Bereits damals wurden nachmittags Kindersendungen gesendet. Samstag nachmittags wurden in erster Linie Sportübertragungen und Sendungen in irischer Sprache gesendet. Auch kamen Spätnachrichten hinzu. Der Neustart war ein Erfolg und man nannte den Sender Mitte der 1990er in RTÉ Network Two um. Schließlich nahm man den Sendebetrieb schon morgens auf, wobei zu dieser Zeit überwiegend Schulfernsehen gesendet wurde. Darüber hinaus gab es bereits Versuche, eine Late Night Show im irischen Fernsehen zu platzieren.

### N2
Eine weitere Änderung des Sendeschemas erfolgte 1997 mit neuem Logo und unter dem Namen N2. Alle Formate, auch die Nachrichten, bekamen den Namenszusatz N2, z. B. N2 News. Die Sportsendungen am Samstag wurden gestrichen, man setzte am Freitag und Samstag nun mehr auf Filme und Serien. Der Montagabend wurde zum Comedyabend. Seither gibt es bei RTÉ keine regulären Sportsendungen mehr.

### RTÉ Two (II)
2003 wurde N2 dann wieder in RTÉ Two umbenannt um auf die Zugehörigkeit zur RTÉ  aufmerksam zu machen und ein einheitliches Erscheinungsbild gemeinsam mit RTÉ One zu gewährleisten. Seither steigt auch der Anteil irischer Eigenproduktionen im Programm.

### RTÉ2
Seit 2014 wird der Name des Senders RTÉ2 geschrieben.